# スーパー!?テンションズ
スーパー!?テンションズはシャ乱Qの三人が1997年に結成したスペシャルユニットである。 1998年、しゅうの脱退により事実上活動停止するが、翌1999年には新バンド「east cloud」として再出発した。

## メンバー
- しゅう
- たいせー
- まこと

## タイアップ一覧
| 使用年 | 曲名             | タイアップ                                            |
| ------ | ---------------- | ----------------------------------------------------- |
| 1997年 | ANNIVERSARY      | フジテレビ系『めちゃ×2イケてるッ!』エンディングテーマ |
| 1998年 | マイナーチェンジ | フジテレビ系『ふぞろいの天使たち』テーマソング        |
| 1998年 | ダリル           | TBSラジオ『魔術士オーフェン』オープニングテーマ       |

## 主なメディア出演

### バラエティ番組
- マジカル頭脳パワー!!（日本テレビ系列）
- 人気者でいこう!（ABC・テレビ朝日系列）

### ラジオ番組
- スーパー!?テンションズのオールナイトニッポン（特番、ニッポン放送）